# Wessjoly (Kaliningrad)
Wessjoly (russisch Весёлый, deutsch Linkehnen) ist ein Ort in der russischen Oblast Kaliningrad. Er gehört zur kommunalen Selbstverwaltungseinheit Stadtkreis Gwardeisk im Rajon Gwardeisk.

## Geographische Lage
Wessjoly liegt südlich des Pregels (russisch: Pregolja) acht Kilometer südwestlich der Rajonstadt Gwardeisk (Tapiau) an der Regionalstraße 27K-025 (ex R508). Die nächste Bahnstation ist der Ostanowotschny punkt „O.p. 1252 km“ an der Bahnstrecke Kaliningrad–Tschernyschewskoje (Königsberg–Eydtkuhnen/Eydtkau), einem Teilstück der einstigen Preußischen Ostbahn.

## Geschichte
Das bis 1946 Linkehnen genannte Dorf mit Gut, Ziegelei und Försterei erfuhr seine erste Erwähnung im Jahre 1353. Das Gut gehörte im 18. Jahrhundert den Nachfahren des Bürgermeisters im Kneiphof, Königsberg, Carl Droste vom Fisch (der vermutlich vom westfälischen Adelsgeschlecht Droste zu Hülshoff abstammte), dann dem preußischen Adelsgeschlecht Knobloch (Adelsgeschlecht), genannt von Droste. 1874 wurde der Ort in den neu gebildeten Amtsbezirk Starkenberg (russisch: Krasny Bor) eingegliedert, der bis 1945 bestand und zum Kreis Wehlau im Regierungsbezirk Königsberg der preußischen Provinz Ostpreußen gehörte. Im Jahre 1910 zählte Linkehnen 130 Einwohner.
Am 30. September 1928 gab Linkehnen seine Eigenständigkeit auf, als es sich mit dem Dorf Gauleden (heute russisch: Tumanowka), der Domäne Gauleden und dem Gutsdorf Kapkeim (Wischnjowoje) zur neuen Landgemeinde Gauleden zusammenschloss.
Im Jahre 1945 wurde Linkehnen mit dem nördlichen Ostpreußen als Folge des Zweiten Weltkriegs der Sowjetunion zugeordnet. 1947 erhielt der Ort die russische Bezeichnung „Wessjoly“ und wurde gleichzeitig dem Dorfsowjet Oserski selski Sowet im Rajon Gwardeisk zugeordnet. Später gelangte der Ort in den Saretschenski selski Sowet. Seit etwa 1994 wurde Wessjoly wieder von Oserki aus verwaltet. Von 2005 bis 2014 gehörte der Ort zur Landgemeinde Oserkowskoje selskoje posselenije und seither zum Stadtkreis Gwardeisk.

## Kirche
Bis 1945 war Linkehnen mit seiner fast ausnahmslos evangelischen Bevölkerung in das Kirchspiel der Kirche Starkenberg (heute russisch: Krasny Bor) eingepfarrt. Es gehörte zum Kirchenkreis Wehlau (Snamensk) in der Kirchenprovinz Ostpreußen der Kirche der Altpreußischen Union. Heute liegt Wessjoly im Einzugsbereich der neu entstandenen evangelisch-lutherischen Gemeinde in Gwardeisk (Tapiau), einer Filialgemeinde der Auferstehungskirche in Kaliningrad (Königsberg) in der Propstei Kaliningrad der Evangelisch-lutherischen Kirche Europäisches Russland.